# 学習材
学習材（がくしゅうざい）とは、学ぶにあたって考察などに使用するもののことである。教育の場においては、教えるにあたって解説などに使用する教材（きょうざい）が学習材としても機能する。

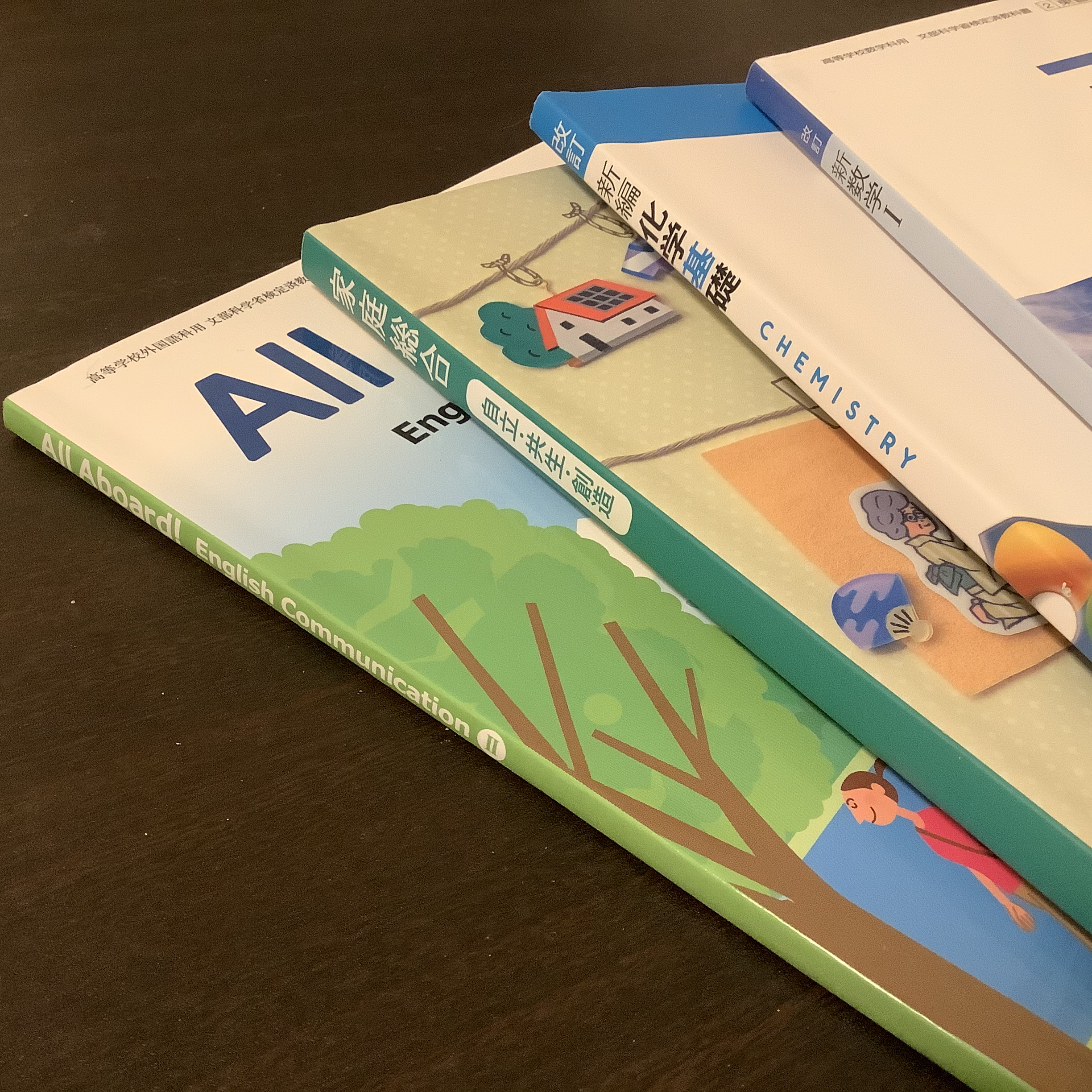
日本の高等学校の各種教科書

## 概要
学習材（教材）には、主に図書をはじめとする資料や各種の道具などが該当するが、物品のみにとどまらず、人材・自然環境・地域社会なども学習に用いられれば学習材と捉えられることも多い。
「学ぶにあたっては学習材の質が大きく影響し、教えるにあたっては教材の質が大きく影響する」と教材と学習材の両者それぞれの概念を捉えることができる。ただし、「教材でも学習材でもあるもの」もきわめて多い。
教材とは、元々教えることを主眼とした概念であり、おおむね教育の目的の範囲内におけるものである。一方、学習材とは、よりよい学習をすることを主眼とした概念であり、教育の目的の範囲外におけるもの（教育の目的の範囲外における学習に関わるもの）も含まれている。学校教育に用いられる教材と学習材において両者の差異は、それほど明確に捉えられてはいないものの、おおむね教材に比べて学習材の方がより広い概念であると捉えられている。「学習者の自己学習を支援する教材」を「学習教材」と呼ぶこともあるが、学習教材も「学習材」に含まれる。
学校等で使用される学習材（教材）としては、教科書（教科用図書）、問題集、資料集などの図書、授業で配布されるプリント、ワークシートなど授業を担任する教員が作成した資料のほか、理科室で実験を行う際に使用する器具や人体模型、体育館にあるボール、英単語とその意味が書かれたフラッシュカードなど、授業で扱われているさまざまなものがこれにあたる。ほかにも学習者が自習のために書店などで購入した問題集や自作した公式集・単語帳なども学習材である。
日本では、義務教育（小学校・中学校などにおける学齢者に対する教育）においては、教科学習において基本的学習材（主たる教材）である教科書（教科用図書）が無償で提供されているが、義務教育が行われていない後期中等教育（高等学校などにおける教育）以上になると、教科書供給所（書店と兼ねられることが多い）などを通じて教科書（教科用図書）を学習者等が購入する必要がある。

## 学校における学習材（教材）
教員が授業を行う上で学習材（教材）は、必須のものであり、授業準備とは学習材（教材）の準備といっても過言ではない。教科書（教科用図書）はもちろん、資料集、宿題に課すプリントなど、多様な学習材（教材）が多くの出版社において作成されているが、授業に使用する学習材（教材）のほとんどは、授業を担任する教員が自ら考え作成したものである。
学習材（教材）は、学習者の学習を援助するために作られるものであり、学習のために役立たなければならない。出版社などが作成する学習材（教材）は、副教材などとも呼ばれ、対象としている多くの学習者のために作成するものであり、学習内容全体を網羅したもの、すなわち広く一般に使用できるものが多い。また多くの目で校閲するので完成度が高い。反面、使用する教員や学習者によっては使いにくい場合もあり、学習材（教材）に間違いや不具合を発見しても、その場で手直しできないなどの欠点もある。（詳しくは副教材の項を参照のこと。）
一方、教員が作成する学習材（教材）は、教員が目の前にしている学習者のために作成する。授業内容にあわせて作成でき、対象となる学習集団が不得手としている学習内容に焦点を絞る、対象となる学習者によって内容を微妙に変えるなど、そのニーズに応じた学習材（教材）にすることができる。授業を担任する教員が作成するのだから、学習者から意見があったり、万が一使い勝手が悪かったりすれば、すぐに学習材（教材）に改良を加えることも可能である。また、「手作りの学習材のほうが、教員の真剣さが学習者に伝わる」という意見もある。反面、汎用性がなかったり、十分に校閲できていない場合もある。

## 学習材（教材）の流通
学習者に対して、物品の学習材（教材）の流通形態は、次の3つに大きく分けられる。
- 店頭販売（書店など）
- 通信販売
- 訪問販売

大手の通信販売には、ベネッセコーポレーション、Z会などがある。

### 学習材（教材）における訪問販売
訪問販売は悪徳商法として社会問題となることもある。
訪問販売の学習材（教材）には、次の特徴がある。
- 電話勧誘あり
- 家庭を訪問するセールスマンがいる
- 複数教科および複数年のセット販売でバラ売り不可能
- 学習材（教材）が数十万円〜数百万円で高額でありクレジット販売を用意

## 学習材（教材）の種類
- 教科書
  - 副読本、問題集、資料集
  - 学校劇戯曲集

- 文具
  - ノート、筆記用具
  - 漢字ドリル、単語帳
  - 夏休みの学習帳

- OHP本体 - 最近は、以下にあげるプレゼンテーション用のプロジェクタへ置き換えが進んでいる。
  - OHP資料
- プロジェクタ
  - プレゼンテーション資料

- 理科、図工などの体験的資料
  - 粘土、木工材料、画用紙
  - 図工セット、書道セット、裁縫セット（家庭科）
  - 顕微鏡、双眼鏡、天体望遠鏡 - 家庭で持っている例もあれば、無い例もある。
  - ビーカー、フラスコ、試験管 - 上と同じ。
  - 原子模型、人体模型、鉱物資料(鉱物標本）- どちらかといえば、ミュージアムショップで販売されている例が多い。学校現場では、理科室や理科準備室などに保管してある。
- 地理などの確認用資料
  - 地球儀、世界地図、日本地図
- 音楽の演奏用具
  - リコーダー、ハーモニカ、鍵盤ハーモニカ
- 体育関係の器具
  - マット、ボール、縄跳びの縄、バット

- パソコン

途上国向けに、100ドルパソコンが開発され、学校現場を変えつつある。

## コンピュータの発達による学習材（教材）の変化
近年はコンピュータの発達により、コンピュータを利用して作成した学習材（教材）も増えてきた。
手書きのプリント学習材（教材）の場合、文字が汚かったり印刷不鮮明だったりして読みづらいこともある。しかし、ワードプロセッサの発達によりこれらの問題は解決し、さらに一度作った学習材（教材）を再編集したり、コンピュータ上でコピーするなどして再利用することも可能となった。また、かつては透明のシートに油性ペンで書いた学習材（教材）をオーバーヘッドプロジェクタ（OHP）でスクリーンに投影することも行われていたが、インターネットで検索したり、スキャナで取り込むなどして収集した資料を基に作成したプレゼンテーション学習材（教材）を、スクリーンに提示して授業を行うことも増えている。しかし、コンピュータ上で行う手作業であるがゆえに、作成者の勝手が聞かず学習材（教材）作成に時間がかかることもある。
また、コンピュータで作成した自習用の学習材をインターネット上に公開する例も増えている。これらには不登校の児童・生徒を対象に開発されている学習材も多く、なかには解答を送信すると添削して返してくれるというサービスもある。この種のものの発展したもの、あるいは総称としてeラーニングという言葉が使われることもある。

## 手作り学習材の現在
補習用などの目的で、添削型の補助学習材があり現在も有効に機能している。添削型の補助学習材の場合には、作成する教師と学習者の間での信頼関係が重要であり、不得手である科目や単元などの学習を補うことができる。多くの場合には、学校現場などでの手作り教材が主であるが、通信教育大手や通信教育中堅などが行う教材の場合には、きわめて廉価であるが、採点側の熱意が伝わってくる教材も多い。